# OBEY
OBEY är ett gatukonstprojekt, i form av en webbplats med en samling budskap/bilder som är utformade som om de vore propaganda men som saknar ett politiskt innehåll. Förgrundsfiguren är gatukonstnären Shepard Fairey.
Projektet beskriver sig självt som ett experiment inom fenomenologi. Enligt sidan så är syftet bland annat att väcka tillbaka nyfikenhetskänslan till omgivningen. Mediet är likställt med budskapet, enligt personerna bakom projektet.

## André the Giant
Projektet kommer med stor sannolikhet från de klistermärken med André the Giant som skapades 1989. Dessa har blivit något av en trend inom gatukonsten, och har imiterats och modifierats av många.